# Перший поділ Речі Посполитої

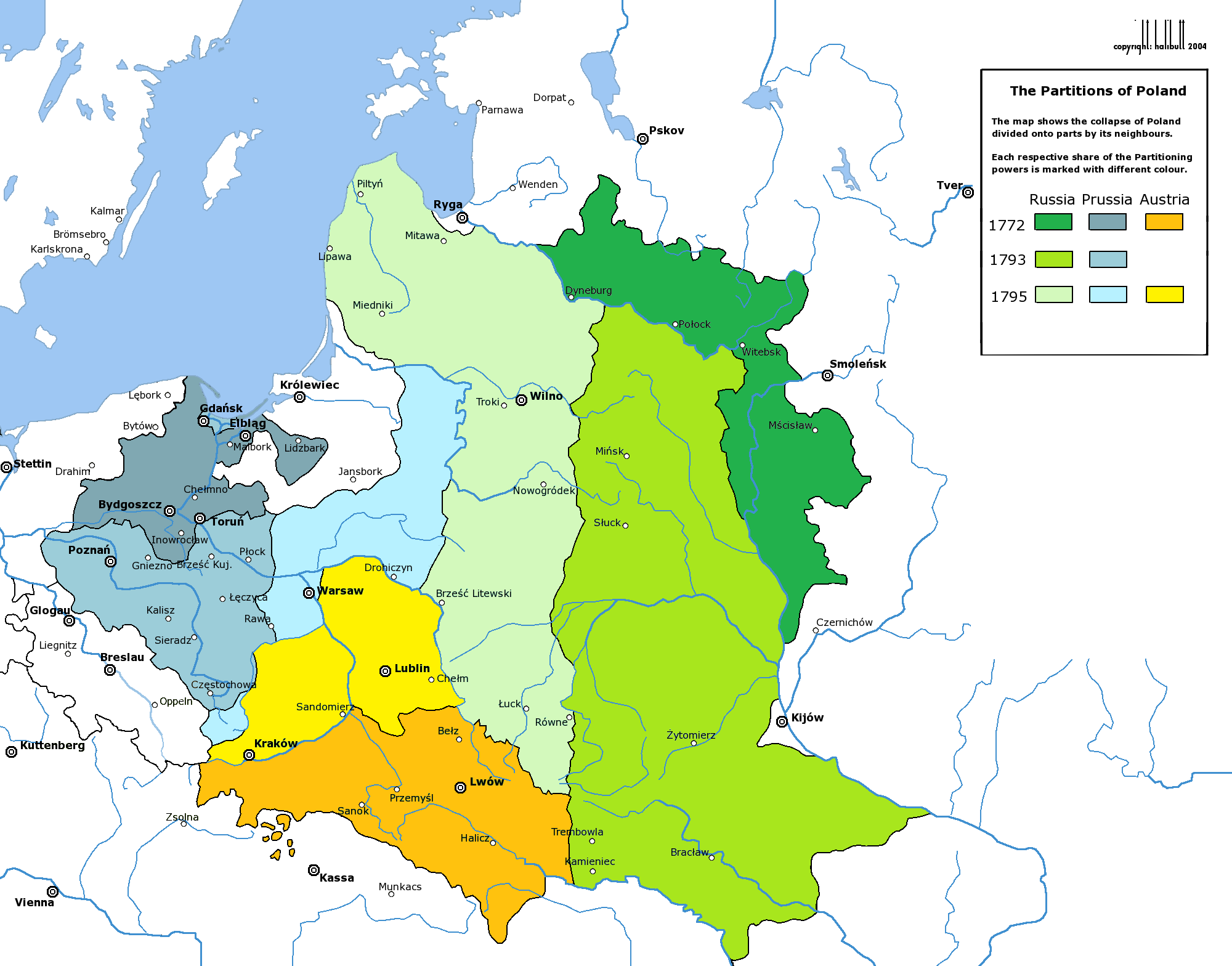
Три поділи Речі Посполитої

Перший поділ Речі Посполитої — перша з серії зовнішньополітичних акцій стосовно Речі Посполитої з боку Габсбурзької монархії, Пруссії та Росії у 1772, 1793, 1795. Перед першим поділом Речі Посполитої (1772) її територія становила понад 730 тис. км², чисельність населення — понад 11,5 млн осіб, з яких понад 70 % складали селяни, до 20 % — міщани, 6–7 % — шляхта, решту — духовенство.

## Передумови

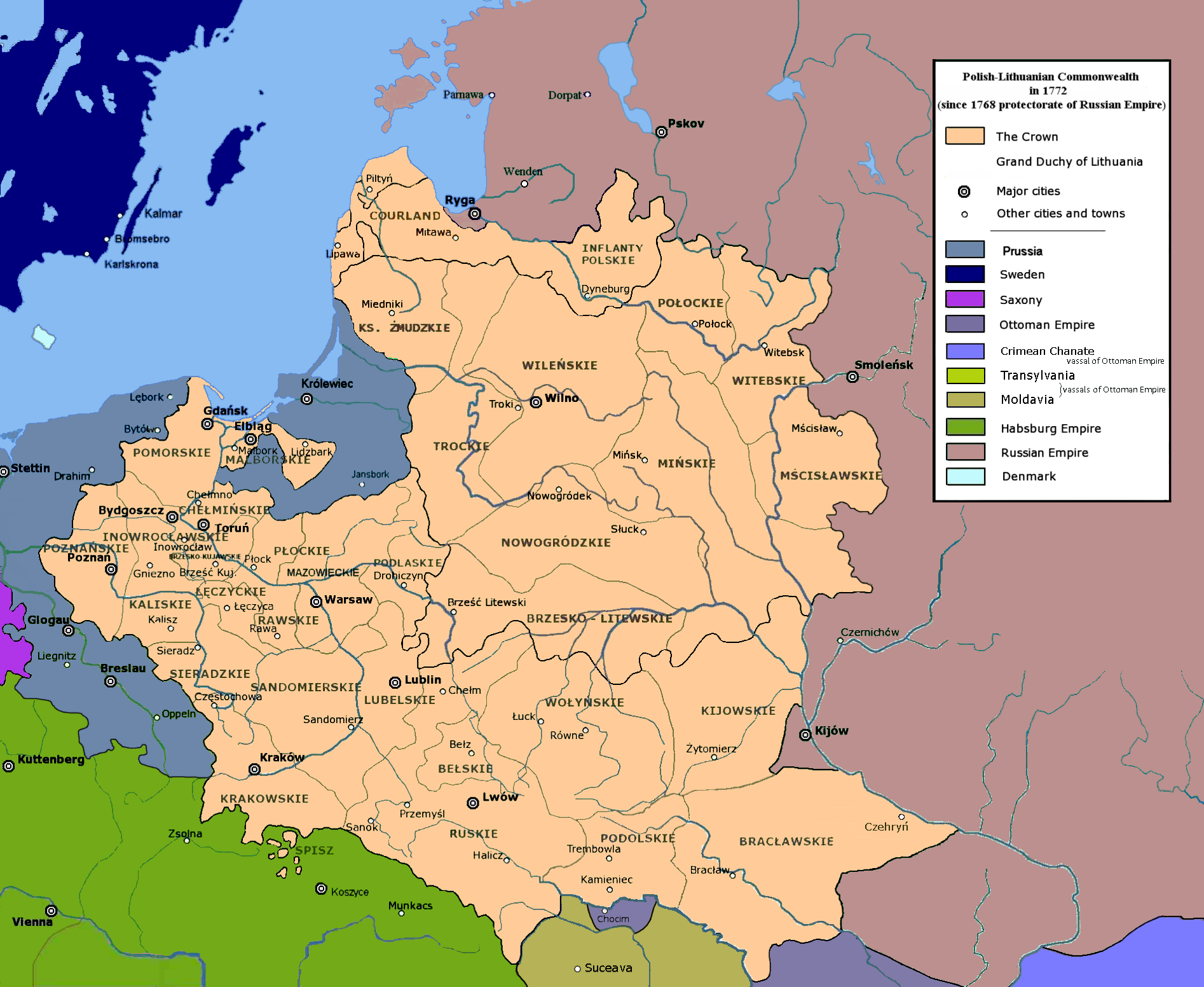
Річ Посполита у 1772

На час безкоролів'я після смерті Августа III Веттіна припадають перші спроби здійснення державних реформ у Речі Посполитій, пов'язані з «Фамілією» Чарторийських. Навколо цього політичного угруповання згуртувалися ті, хто вважав, що країну можна врятувати від загибелі, до якої вона прямувала, шляхом внесення в її державний лад змін, які б не порушували його фундаментальних засад. Табір Чарторийських прагнув перетворити Річ Посполиту на сильну аристократичну державу з елементами європейського абсолютизму, розраховуючи при цьому на підтримку Російської імперії. Реформи були проголошені на конвокаційному сеймі (Вальний сейм) у травні — червні 1764 року біля Варшави в присутності російських військ, що прибули на прохання «Фамілії».
6 вересня 1764 під тиском Катерини II і в присутності російських військ королем Речі Посполитої обраний її колишній фаворит, литовський князь Станіслав-Антоній Понятовський (1732–98), який взяв собі ім'я Станіслав-Август. Катерина II сподівалася, що в його особі матиме покірного короля. Невдовзі новий король розпочав обережні реформи в адміністрації, фінансах та освіті.

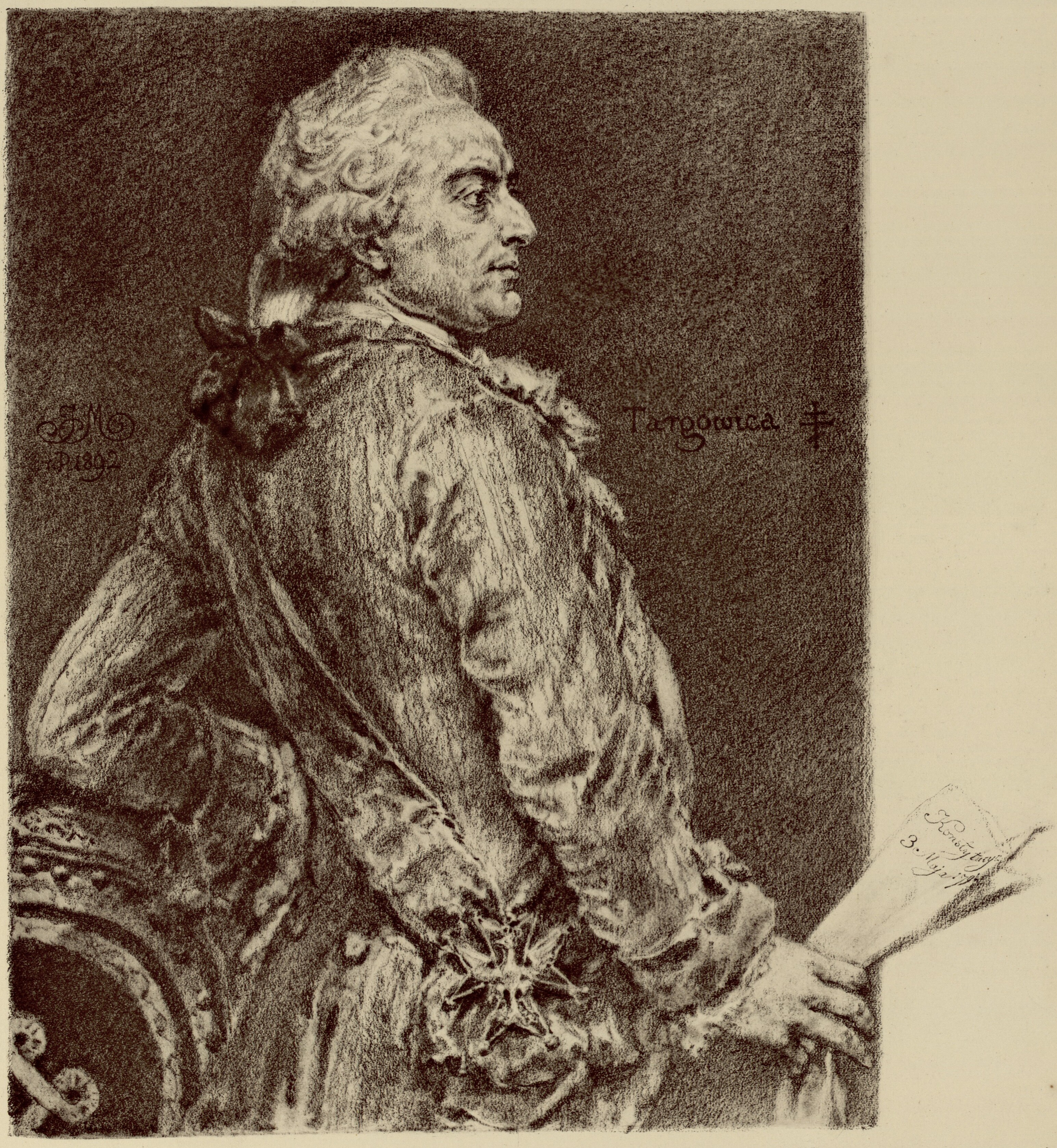
Станіслав Август Понятовський

Політика реформ, спрямованих на виведення Речі Посполитої з економічної й політичної стагнації, усунення вад її ладу, не відповідала стратегії правителів Пруссії і Росії щодо збереження Речі Посполитої як буферної держави. Прусський король Фрідріх II Гогенцоллерн твердив, однак, що «Польщу потрібно тримати в летаргії». Коли з'ясувалося, що керівництво Речі Посполитої не бажає зійти зі шляху реформ, Росія і Пруссія зробили ставку на ті польські кола, які захищали недоторканність liberum veto та інших шляхетських вольностей і нетерпимо ставилися до будь-яких змін в ладі держави. Катерині II особливо не до вподоби було те, що Станіслав-Август та польський уряд виходили з-під її контролю. Як знаряддя тиску на них вона обрала дисидентське питання, вимагаючи зрівняння в правах християн-некатоликів (протестантів, здебільшого лютеран, і православних) із католиками в Речі Посполитій.
Небажання польської сторони поступитися в дисидентському питанні призвело до того, що зусиллями царського посла у Варшаві князя М. В. Рєпніна й під прикриттям російських військ у Речі Посполитій 1767 були скликані дві конфедерації: православна на чолі з білоруським архієпископом Г. Кониським у Слуцьку і протестантська у Торуні, які зажадали надання дисидентам політичних прав. Проте обидві конфедерації були заслабкими, щоб змусити правлячі кола до поступок. Тоді, того ж року, Катерина II, щоб домогтися цих поступок, спровокувала створення в Радомі конфедерації католицької шляхти, опозиційно налаштованої щодо реформ конвокаційного сейму й короля Станіслава-Августа. Радомські конфедерати сподівалися при підтримці Росії скинути короля з престолу. Але Станіслав-Август зумів привернути на свій бік Катерину II, яка не погодилася на його детронізацію.
Дисидентське питання розглянув варшавський надзвичайний сейм (5 жовтня 1767 — 5 березня 1768), який відбувався під егідою Радомської конфедерації й диктатом Катерини II. Вибори складу його посольської ізби пройшли під контролем 40-тис. контингенту російських військ у Речі Посполитій. За наказом князя Рєпніна розробка й обговорення законопроєктів та вироблення відповідних ухвал відбувалося не у посольській ізбі, а в групі з 66 «делегатів», визначених ним з її складу. Ухвали «делегатів» лише затверджувалися на пленарних засіданнях сейму. З огляду на це сейм прозвано «делегаційним» або «рєпнінівським» (через постійне втручання в його роботу царського посла). На сеймі проти дисидентських постулатів й рєпнінівської сваволі постала потужна опозиція, куди ввійшли й чимало радомських конфедератів. Князь Рєпнін придушив опозицію, здійснивши арешти її лідерів й депортації їх до Росії. У Речі Посполитій це викликало обурення. Але Станіслав-Август не висловив протесту з приводу порушення Росією суверенності сейму й не призупинив його роботу. Заляканий репресіями, сейм ухвалив рішення про зрівняння дисидентів у правах із католиками, наголосивши натомість (за згодою Катерини II), що католицька віра залишається панівною.
Катерина II дозволила тому ж сейму ухвалити постанову про кардинальні права, яка підтвердила права шляхти, а також містила пункт про збереження liberum veto із застереженням, що у фінансово-економічних питаннях допускалося вирішення більшістю голосів. Це означало крах реформ конвокаційного сейму 1764. Водночас кардинальні права заборонили шляхті карати підданих смертю — за навмисне вбивство селянина пан мав каратися смертю. Росія декларувала, що є гарантом цих прав. «Делегаційний» сейм схвалив російсько-польський договір про непорушність кордонів Речі Посполитої.

### Барська конфедерація

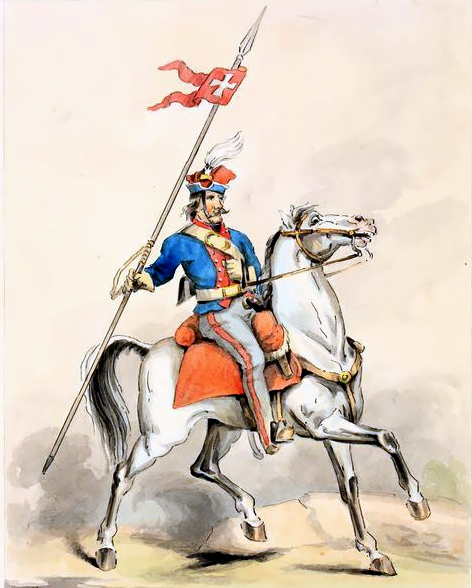
Барський конфедерат

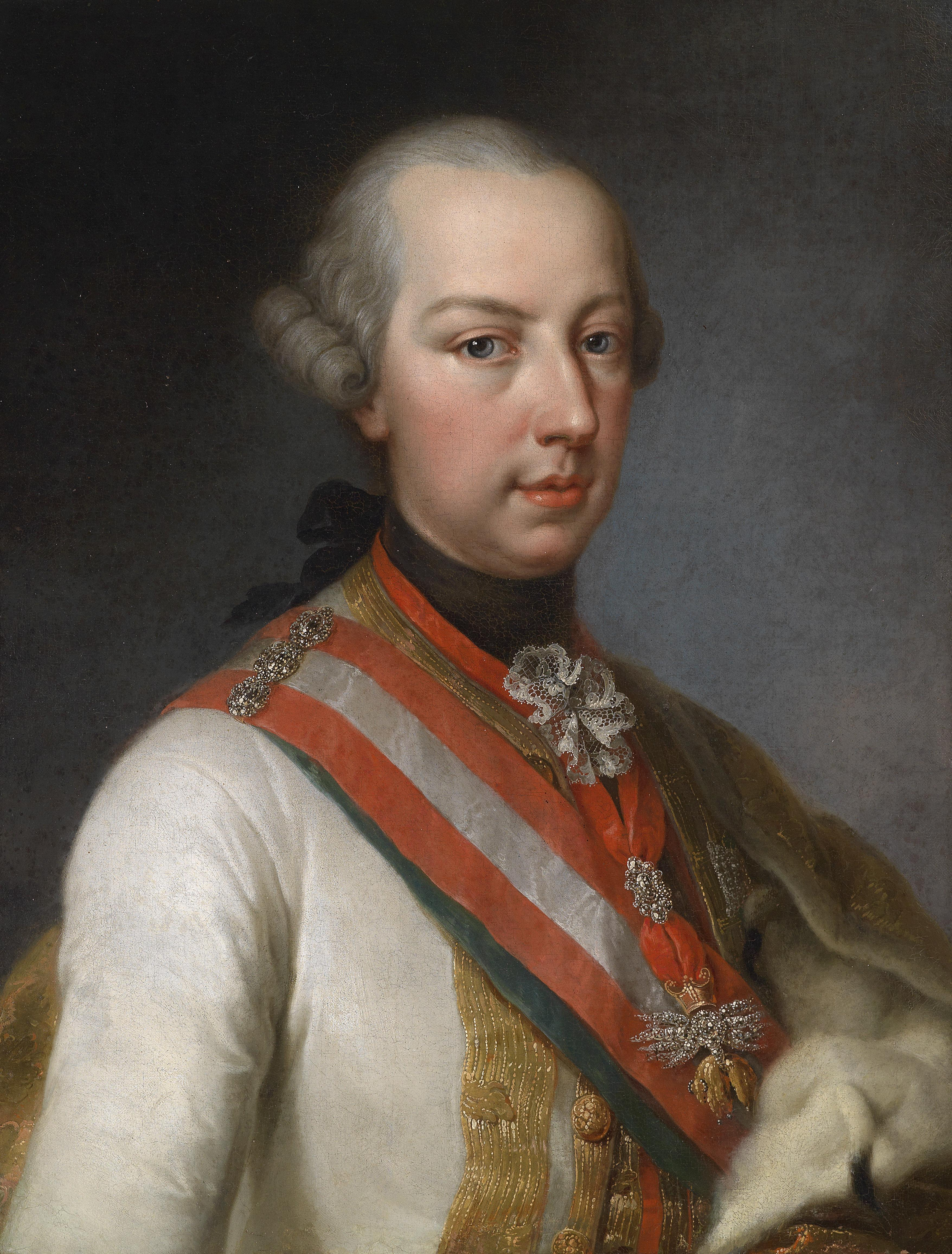
Йосиф II

Після сейму 1767–68 всі три конфедерації були розпущені, оскільки виконали покладені на них завдання. Здавалося, що політика Росії в Речі Посполитій перемогла. Проте тиск російського посла на сейм, насильницькі дії, до яких він вдавався стосовно непоступливих послів, а також надання дисидентам прав викликали в країні величезне обурення. Перед завершенням роботи сейму, 29 лютого 1768, у містечку Бар Подільського воєводства дійшло до скликання конфедерації патріотично й консервативно налаштованої частини шляхти під гаслами анулювання поступок дисидентам, захисту католицтва й незалежності держави. Невдовзі Барська конфедерація охопила значну частину шляхти і духовенства. Слабо озброєна й недисциплінована кіннота конфедератів вступила у військове протиборство з королівським військом та російськими військовими загонами, запрошеними королем на допомогу. У країні розгорнулася громадянська війна.
Поява російського війська на українському Правобережжі сприяла розгортанню тут гайдамацько-селянського руху, що виник на півдні Київського воєводства в 2-й половині травня 1768. Рух отримав назву Коліївщини. Уряд звернувся до Катерини II із закликом якнайшвидше кинути свої війська на придушення повстання. Військо допомогло урядовим загонам у червні — липні 1768 придушити Коліївщину.
Через присутність росіян боротьба барських конфедератів ставала безперспективною. 20 червня 1768 вони втратили Бар і вимушено припинили боротьбу. Найактивніші з них виїхали до османських володінь. Проте боротьба спалахнула з новою силою після оголошення Османською імперією в жовтні 1768 війни Росії. Загони конфедератів і надалі залишалися переважно кінними, назагал слабо організованими, позбавленими взаємодії й належного озброєння. Заважали й незгоди в керівництві руху. Відтак конфедератські збройні сили були приречені на виснажливу й малоуспішну партизанську боротьбу. За політичними цілями конфедератський рух був шляхетським, хоча принаймні дві третини його військового складу становили вихідці з низів; у ньому були задіяні навіть селянські загони, а серед командирів траплялися й міщани.
Щоб послабити свою залежність від Петербурга, Станіслав-Август спробував домовитися з конфедератами, але вони відмовлялися вести з ним переговори й 22 жовтня 1770 оголосили його детронізацію. До цієї помилки долучилася й невдала спроба 3 листопада 1771 полонити короля у Варшаві. Розпочалася агонія руху. Зневірена шляхта поверталася додому. У серпні 1772 Барська конфедерація зазнала остаточної поразки. Тисячі конфедератів загинули у боях із російськими військами, понад 10 тис. потрапили до Сибіру. Політичні результати конфедерації були сумні — вона загальмувала проведення державних реформ, посилила позиції тих правлячих кіл Росії, які були переконані, що Річ Посполиту потрібно ліквідувати як державу — якщо не відразу, то поетапно.

## Перший поділ

Катерина II

Під впливом зазначених кіл Катерина II погодилася на частковий поділ Речі Посполитої, до якого її упродовж кількох років спонукав король Пруссії Фрідріх II. Останнього до цієї акції заохочував приклад Австрії, яка 1769 захопила місто Спіш із навколишньою територією (нині у складі Словаччини), котрий Польща від 1412 року тримала в заставному володінні, а у 1770 — частину Чорштинського, Новотарзького і Сандецького староств. Фрідріх II також 1770 зайняв суміжну до його держави північну частину Речі Посполитої: Гданське Помор'є (крім Ґданська й Торуні), Хелмінську землю, Вармію, а також північну частину Великопольщі, мотивуючи це необхідністю мати санітарний кордон, що мав відгородити його державу від епідемії чуми, що спалахнула на території Польщі.
У січні 1771 Катерина II оголосила: «Якщо одні беруть, то чом би не мали брати інші». Того ж року розпочалися переговори Росії, Пруссії й Австрії щодо поділу Речі Посполитої. 5 серпня 1772 вони завершилися в Санкт-Петербурзі підписанням австрійсько-прусського, австрійсько-російського й пруссько-російського договорів. Росія за першим поділом Польщі отримала Інфлянти й східну частину Білорусі до Західної Двіни, Дніпра та його правої притоки Друті і суходільної лінії, що тяглася від верхів'я Друті до Зх. Двіни — разом 92 тис. км² із населенням 1,3 млн осіб. До Пруссії остаточно відійшли вже раніше окуповані з 1700 території (тобто Королівська Пруссія без Ґданська й Торуні та північна частина Великопольщі) — всього 36 тис. км² з населенням 580 тис. осіб. Крім того, Пруссія отримала у вічне володіння Лемборське, Битовське і Драгімське староства.
Австрія зайняла частину Краківського і Сандомирського воєводств, Руське воєводство (без Холмської землі), Белзьке воєводство (до Зх. Бугу на півночі) та зх. частину Подільського воєводства (між лівими притоками Дністра Збручем і Стрипою), а також кут Волинського воєводства — разом 83 тис. км² із населенням 2,6 млн осіб.
Усього Річ Посполита втратила близько 30 % території й третину населення. Проти поділу протестував Станіслав-Август, але невдало.

## Наслідки

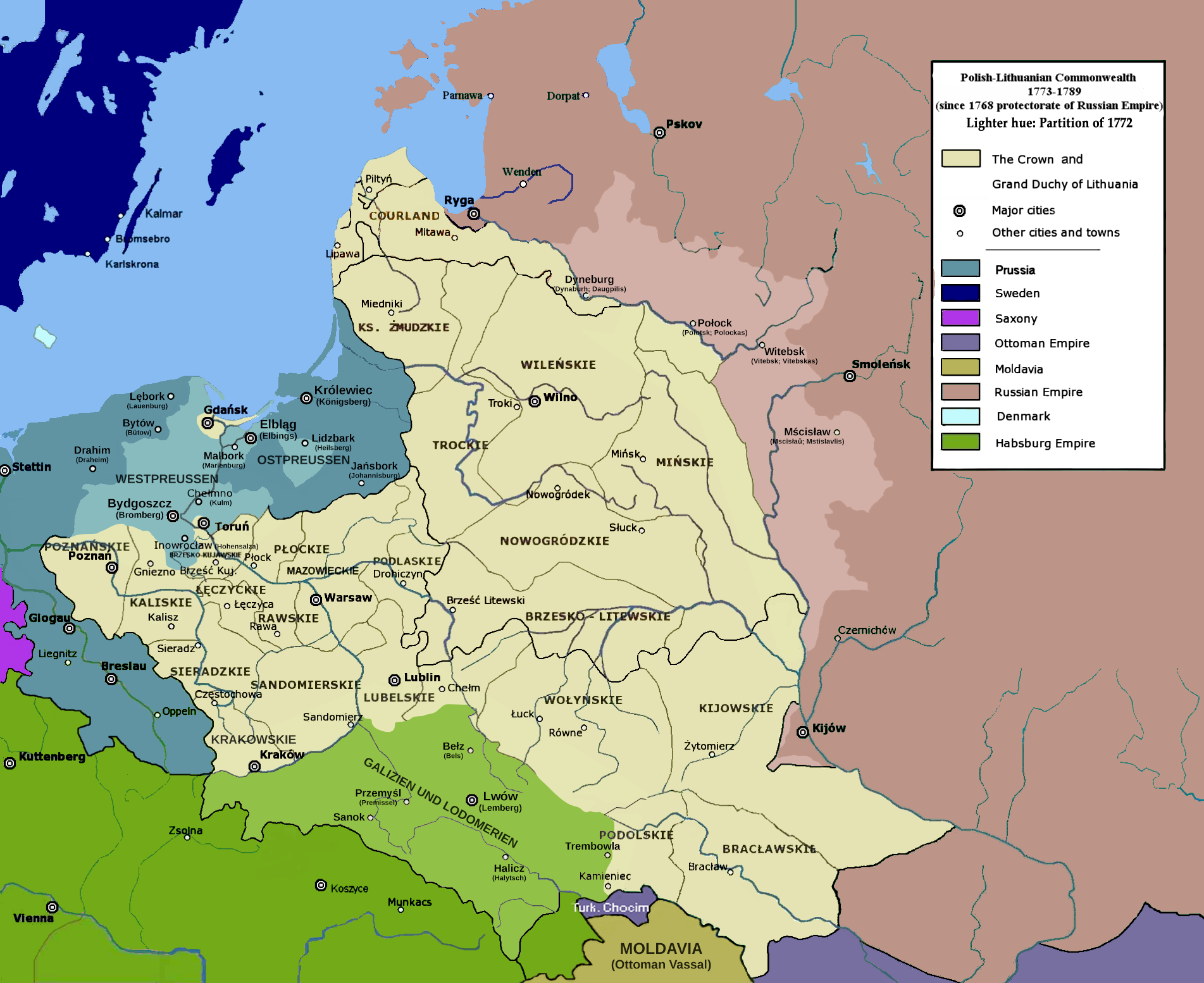
Річ Посполита у 1773

### Правові наслідки

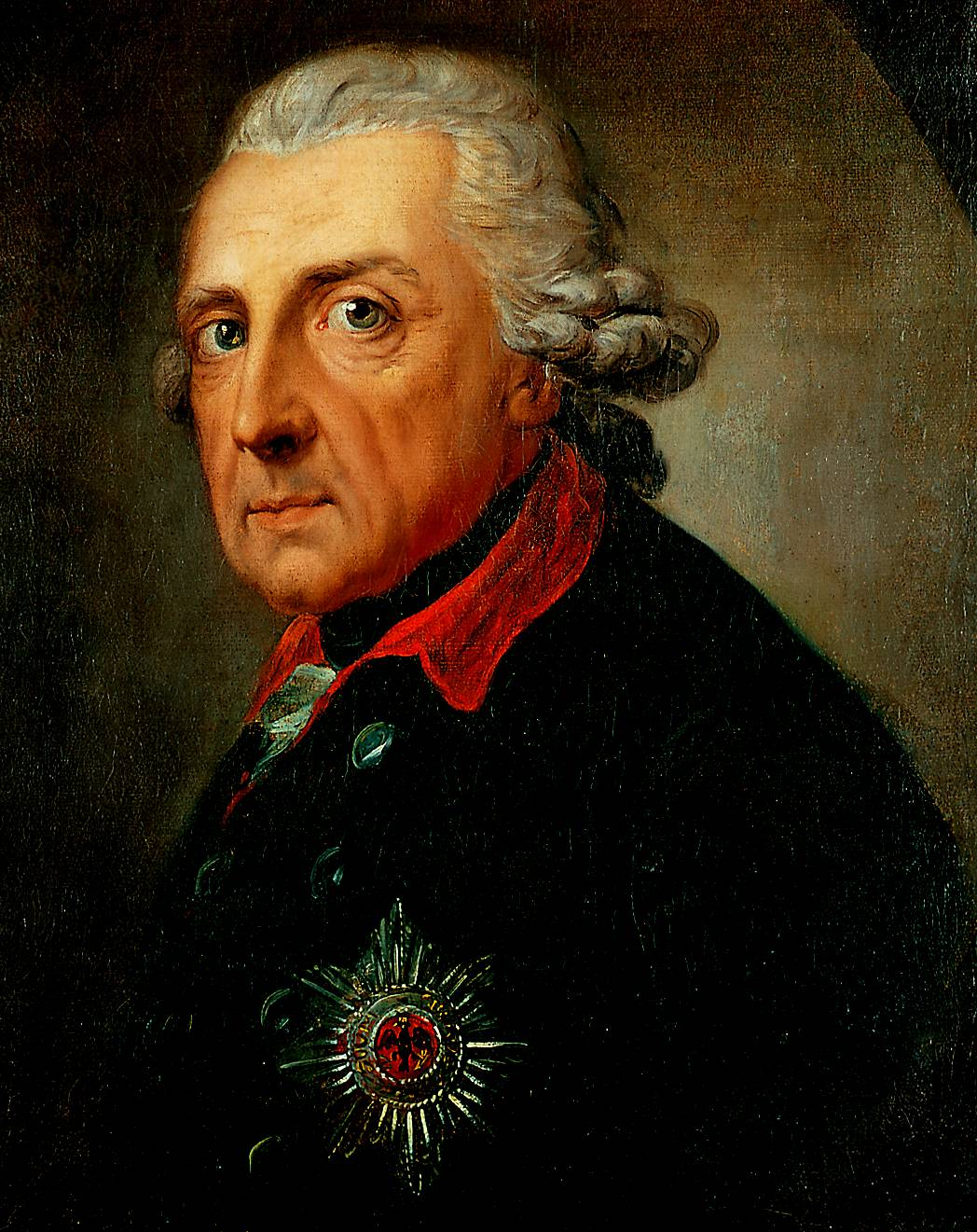
Фрідріх II (король Пруссії)

Держави-загарбниці вимагали від сейму затвердження здійсненого поділу. Скликаний 19 квітня 1773 у Варшаві сейм працював під тиском присутніх у столиці військ. 18 вересня 1773 сеймова делегація схвалила умови, викладені у трактатах. 30 вересня 1773 ці документи ратифіковані сеймом більшістю голосів. Категорично проти виступило лише кілька послів, особливо бурхливо — новогрудський Тадеуш Рейтан.

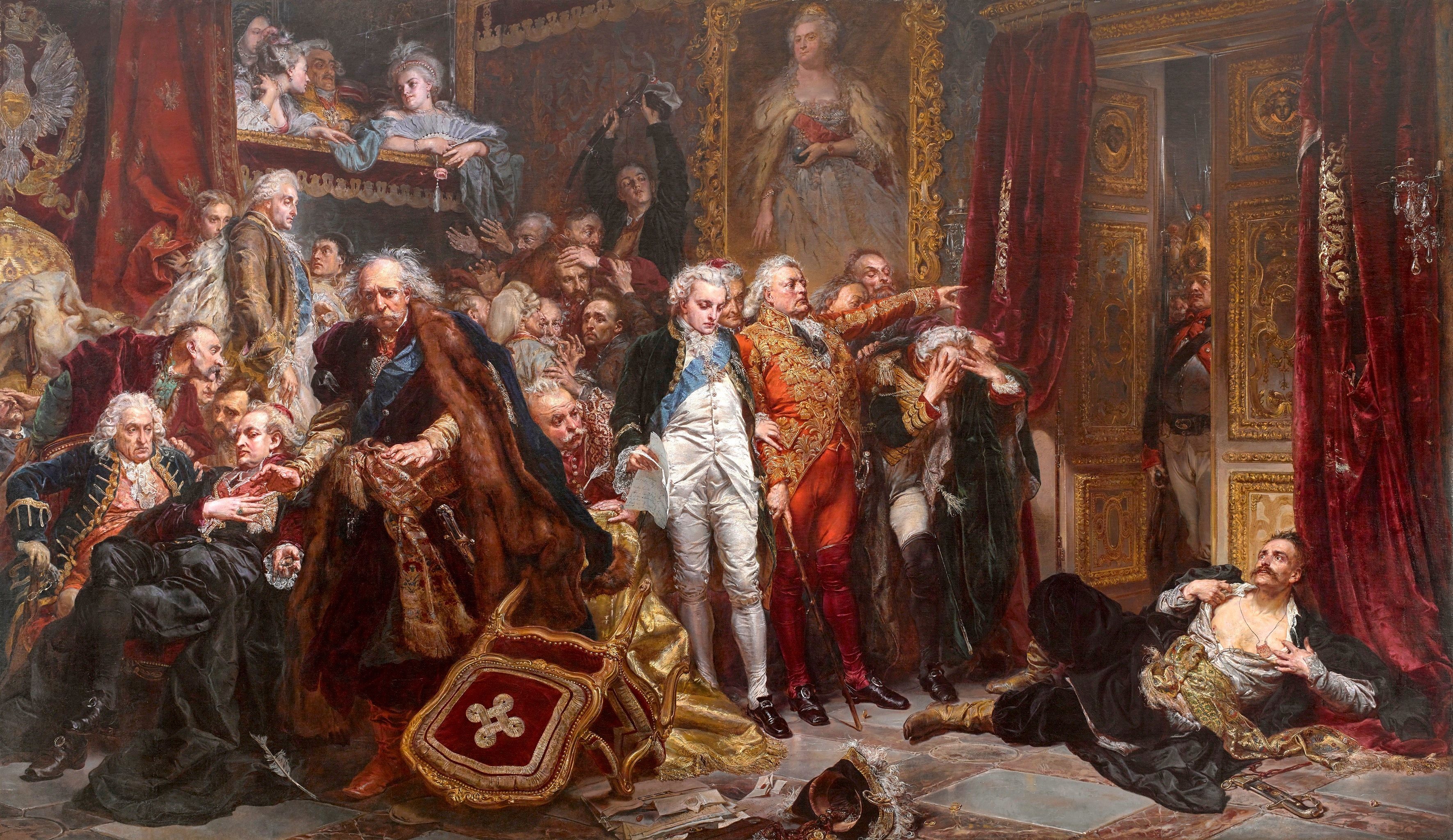
Ян Матейко. Рейтан, або Втрата державності

На загарбані 1772 польські землі Пруссія й Австрія поширили свою адміністративно-територіальну систему. Із земель, що ними заволоділа Пруссія, створено провінцію Західна Пруссія (тоді ж Князівська Пруссія названа Східною Пруссією). Її, як і Сх. Пруссію, поділено на реґенції, а ті — на «землі».
Окупована Австрією 1772 територія отримала назву Королівство Галичини і Лодомерії. При коронаціях з середини XVI ст. імператори ставали титулярними королями Галичини і Володимирії. Тому Марія Терезія на час своєї коронації вже була титулярною королевою Галичини і Володимирії на відміну від польських монархів. Королівство виникло як результат офіційного обґрунтування включення українських земель до складу австрійських володінь: віденська влада твердила, що угорська королівська корона, якою Габсбурги володіли з 1526, має історичні права на землі колишнього Галицько-Волинського королівства від зламу 12–13 століття.
Посилалися на факт, що після смерті галицько-володимирського князя Романа Мстиславовича ці землі зайняв 1205 король Угорщини Андраш II, який прийняв титул «rex Galiciae et Lodomeriae», і хоч панування Угорщини не тривало довго, але відтоді угорські королі титулувалися як королі Ґаліції і Лодомерії. Управління Королівством, поділеним на дистрикти (округи), очолював призначений імператором губернатор із резиденцією у Львові; округами управляли старости. Судовими і фінансовими справами відало відомство, безпосередньо підпорядковане Відню. Виборні посади шляхти були ліквідовані, а їхнє місце зайняла чиновна ієрархія. Австрійська влада скасувала засаду шляхетської рівності. За австрійським взірцем шляхту було поділено на магнатів і власне шляхту. До магнатів зараховано всіх носіїв титулів князя і графа, причому графами ставали всі ті, хто на 1772 у Речі Посполитій були сенаторами, каштелянами, воєводами, міністрами або їхніми нащадками і подавали заяви із проханням надати графський титул та вносили за нього визначену суму.
У 1775 році проголошено створення в Королівстві провінційного сейму, подібного до сеймів, що діяли в інших землях Австрійської монархії. У сеймі мали право засідати магнати, шляхта і представники державних міст. Вони могли лише обговорювати, як проводити в життя урядові рішення. Але й до цього безсилого сейму уряд ставився з недовірою. Вперше він був скликаний імператором у 1782 році, потім — 1786 і 1788. Відтоді й до 1817 сейм не збирався.

### Політичні наслідки
Упродовж 1773–92 років польський король і прибічники реформ ще намагалися врятувати залишки Речі Посполитої й зміцнити державу. Чотирирічний сейм (1788–92) за ініціативою групи патріотично налаштованих реформаторів ухвалив Конституцію Речі Посполитої Третього травня 1791, що запроваджувала у Польщі конституційну монархію, особисті свободи й рівність прав усіх громадян. Вона ділила владу на законодавчу, виконавчу й судову (це була третя у світі конституція, після конституції Сполучених Штатів Америки).
До реформ Чотирирічного сейму і особливо Конституції 3 травня вороже поставилися в Петербурзі, оскільки вони зміцнювали Річ Посполиту й виводили її з-під опіки Росії. Ще влітку 1790 почало змінюватися ставлення Пруссії до польських реформ. Після ухвалення Конституції 3 травня Берлін оголосив, що вона суперечить духу польсько-прусського оборонного союзу від 26 березня 1790 року, тому цей союз утратив свою силу.

#### Торговицька конфедерація

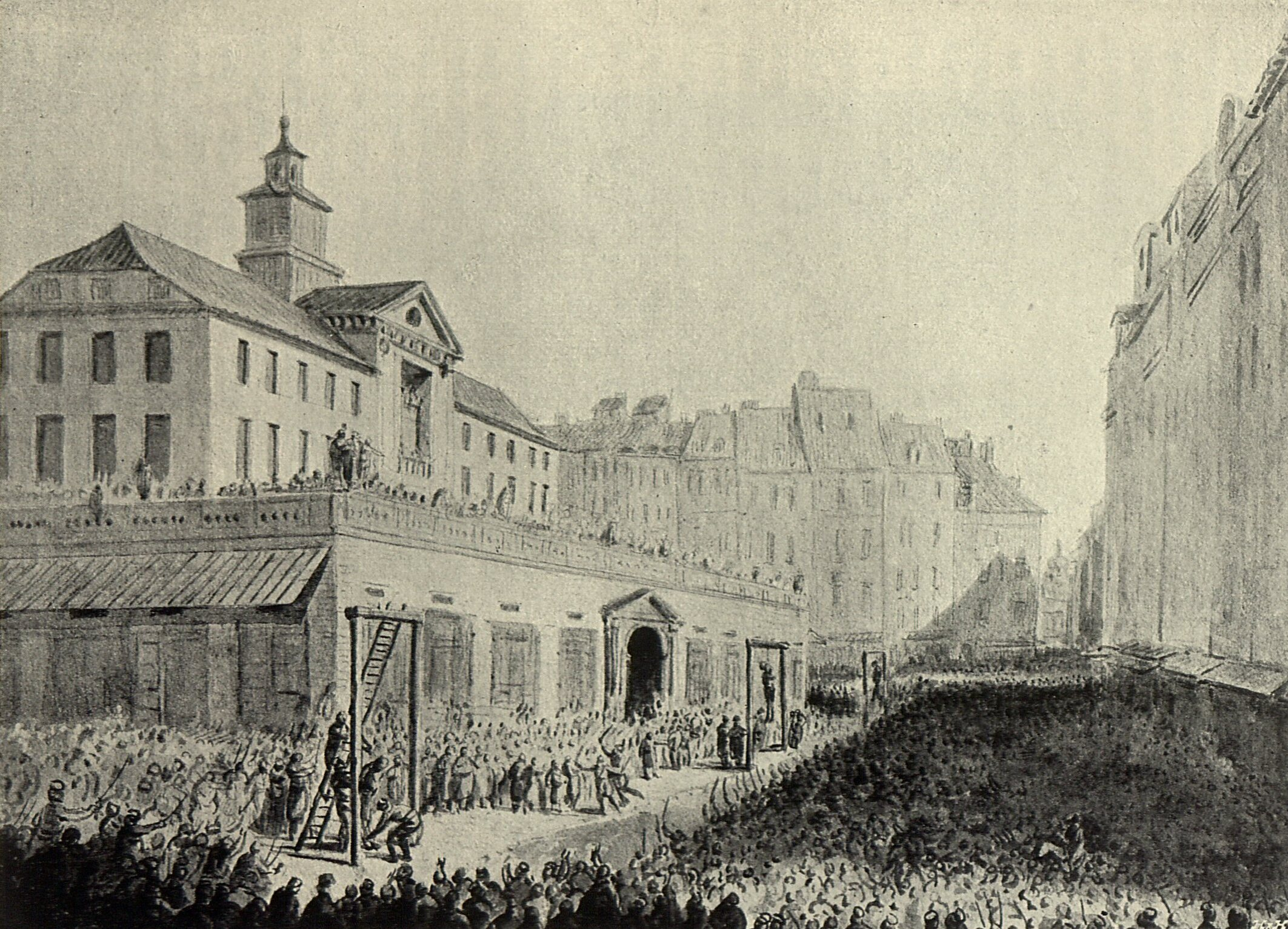
Страта конфедератів 9 травня 1794 року у Варшаві

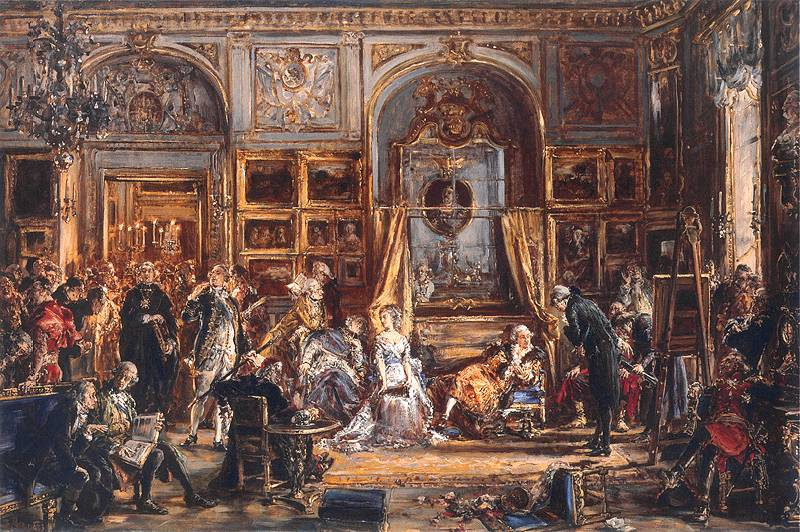
Конституція третього травня

Після укладення Росією в січні 1792 Ясського мирного договору з Османською імперією Катерина II отримала змогу значно більше уваги приділити ситуації в Речі Посполитій. У Петербурзі вважали, що Варшава перетворилася на друге після Парижа революційне вогнище в Європі й загрожує усталеному порядку. Це стало ідеологічним обґрунтуванням російського втручання в польські справи. Безпосередній привід для нього Катерині II дали польські магнати проросійської орієнтації, котрі, заохочувані купкою менш впливових магнатів й за підтримки Катерини II, 27 квітня 1792 року у Петербурзі підписали Акт генеральної конфедерації. З тактичних міркувань «Акт» датований 14 травня 1792, а місцем його появи названо Торговицю — містечко Брацлавського воєводства на кордоні Речі Посполитої й Катеринославського намісництва Російської імперії. У Торговиці конфедерація була проголошена, і за назвою цього містечка її стали йменувати Торговицькою. Вона оголосила війну реформам Чотирирічного сейму й Станіславові-Августові.
18 травня 1792 року, у відповідь на адресований Катерині II заклик керівництва Торговицької конфедерації про військову допомогу, 100-тисячна армія увійшла на територію Речі Посполитої в районі Правобережної України і виступила спільно з конфедератами проти уряду. Король, відповідно до Конституції 3 травня, взяв на себе командування військом на час війни.
Війська Речі Посполитої чинили відчайдушний опір, проте зазнали приголомшливого удару з тилу: 23 липня 1792 року король Станіслав-Август, який перебував у важкому становищі, у відповідь на заклик до нього Катерини II відступитися від «революції 3 травня» й запевнення, що лише таким чином він може врятувати незалежність Речі Посполитої, приєднався до Торговицької конфедерації й наказав своїй армії припинити бойові дії.
Сподівання короля, що своїм приєднанням до конфедерації він зможе врятувати хоча б якісь здобутки Чотирирічного сейму, не справдилися. У серпні 1792 року Варшава опинилася в руках конфедератів і росіян. Реформи Великого сейму були проголошені нечинними, їхні прихильники опинилися поза законом, запроваджено сувору цензуру. Керівники торговицької конфедерації відправили до Петербурга посольство, яке подякувало Катерині II за порятунок Речі Посполитої від «кайданів» реформаторів. За таких умов король висловив імператриці свою готовність зректися престолу, але та не погодилася на це. Катерина II вирішила здійснити новий поділ Речі Посполитої, і їй був потрібний Станіслав-Август, щоб надати цій акції хоча б примарної законності.